# Jan Henne
Jan Henne (Estados Unidos, 11 de abril de 1947) es una nadadora estadounidense retirada especializada en pruebas de estilo libre, donde consiguió ser campeona olímpica en 1968 en los 100 y 4 x 100 metros.

## Carrera deportiva
En los Juegos Olímpicos de México 1968 ganó la medalla de oro en los 100 metros libre —con un tiempo de 1:00.0 segundos— plata en los 200 metros libre —con un tiempo de 2:11.0 segundos siendo superada por su compatriota Debbie Meyer—, bronce en los 200 metros estilos, con un tiempo de 2:31.4 segundos, tras sus compatriotas Claudia Kolb y Susan Pedersen; en cuanto a las pruebas por equipo, ganó el oro en los relevos de 4 x 100 metros libre, por delante de Alemania del Este y Canadá.